# Zannichellia andina
Zannichellia andina là một loài thực vật có hoa trong họ Potamogetonaceae. Loài này được Holm-Niels. & R.R.Haynes miêu tả khoa học đầu tiên năm 1985.